# Mohamed El Badraoui
Mohamed El Badraoui (Béni Mellal, 27 giugno 1971) è un ex calciatore marocchino, di ruolo centrocampista.

## Carriera

### Club
Ha giocato nel campionato marocchino e turco.

### Nazionale
Convocato per le Olimpiadi del 1992, ha però fatto il suo esordio in Nazionale solo nel 2000.